# Stewarton
Stewarton, schottisch-gälisch: Baile nan Stiùbhartach, ist eine Ortschaft im Norden der schottischen Council Area East Ayrshire beziehungsweise in der traditionellen Grafschaft Ayrshire. Sie liegt rund sieben Kilometer nördlich von Kilmarnock und 13 Kilometer nordöstlich von Irvine am Annick Water.

## Geschichte
Die Ortschaft entwickelte sich ab dem 16. Jahrhundert als Standort der Textilwirtschaft. Besondere Bekanntheit erlangte sie für die Herstellung von Kopfbedeckungen, auch für das Militär. Einen Wachstumsschub lieferte die Erweiterung der textilen Produktionspalette im 19. Jahrhundert. So waren in den 1880er Jahren rund 2500 Personen in Stewarton direkt mit der Textilherstellung befasst. Stewarton ist der Geburtsort des Ingenieurs David Dale, der unter anderem die Textilproduktion verbesserte und die Industriesiedlung New Lanark gründete. Des Weiteren wurde in Stewarton Kupfer produziert.
Um 1720 wurde nahe Stewarton das Herrenhaus Kennox House erbaut.
Im Jahre 1951 lebten 2800 Personen in Stewarton. Seitdem steigt die Einwohnerzahl an. So wurden im Rahmen der Zensuserhebung 2011 in Stewarton 7065 Einwohner gezählt.

## Verkehr
Die A735 (Kilmarnock–Lugton) bildet die Hauptverkehrsstraße von Stewarton. Des Weiteren kreuzen die B778 (Kilwinning–Fenwick) sowie die B769 (Irvine–Newton Mearns). Wenige Kilometer östlich verläuft die M77. In den 1860er Jahren erhielt Stewarton einen eigenen Bahnhof entlang der neugeschaffenen Glasgow, Barrhead and Kilmarnock Joint Railway. Er ist bis heute in Betrieb.